# 1988年夏季残疾人奥林匹克运动会澳大利亚代表团
1988年夏季残疾人奥林匹克运动会澳大利亚代表团是澳大利亚派出的1988年夏季残疾人奥林匹克运动会代表团。获得23枚金牌、34枚银牌和38枚铜牌。